# (31984) Unger
(31984) Unger est un astéroïde de la ceinture principale.

## Description
(31984) Unger est un astéroïde de la ceinture principale. Il fut découvert le 25 avril 2000 à Heppenheim par l'observatoire de Starkenburg. Il présente une orbite caractérisée par un demi-grand axe de 2,42 UA, une excentricité de 0,15 et une inclinaison de 3,0° par rapport à l'écliptique.

## Compléments